# Jane (personagem)
Jane é uma personagem fictícia da série Twilight, escrita pela norte-americana Stephenie Meyer e é apresentada no segundo livro da saga, Lua Nova. Jane é uma vampira e tem um irmão gêmeo chamado Alec; ambos são membros do alto escalão da guarda do Clã Volturi. Jane tem o dom de causar ilusões de uma dor ardente em seus inimigos. No cinema, ela é interpretada por Dakota Fanning.

## História pessoal
Jane e seu irmão Alec nasceram durante a Idade Média por volta de 800 D.C. e eram muitíssimo jovens quando Aro  os transformou em vampiros, com cerca de 17 a 18 anos. Os Volturi queriam que eles ficassem mais velhos para transformá-los, mas os dois foram acusados de bruxaria pela população local e teriam sido mortos pela queima na fogueira se os Volturi não se obrigassem a adiantar seus planos. 

### Lua Nova
Jane só aparece no final do livro junto aos outros Volturi, quando Bella tenta impedir que Edward se mate. Jane se mostra muito irritada quando Bella não pode sentir a dor que ela pode causar nos outros, uma vez que isso nunca havia acontecido. E fica contrariada com a decisão de deixar Bella partir de Volterra sendo humana, assim como Caius.

### Eclipse
Jane aparece em Forks comandando outros quatro guardas Volturi para liquidar os recém-criados transformados por Victoria, mas descobre que os Cullen já haviam resolvido o problema. Ela acha uma vampira que se rendeu pacificamente, mas decide destruí-la mesmo assim.

### Amanhecer
Jane aparece junto ao seu irmão Alec e aos outros Volturi para acabar com a família Cullen, pois acreditam que Bella tenha desobedecido a lei e criado uma criança imortal. Enquanto Aro decidia o que fazer, Jane tentou atacar os vampiros que estavam do lado de Carlisle, porém o ataque dela estava sendo impedido por Bella, que com seu dom protegia a mente dos seus aliados, causando frustração em Jane.
Ao final ela volta para Itália junto aos Volturi.

## Características
Apesar da atriz Dakota Fanning já ter atingido 15 anos ao interpretar Jane na adaptação cinematográfica de "Lua Nova", a personagem é descrita como uma pequena criança, com cabelos grossos, de um castanho pálido, curtos até o ombro. Uma figura bastante magra e andrógina, com um rosto lindo e angelical. Tem olhos grandes e vermelhos, lábios cheios e uma voz infantil. Se não fosse pelo rosto de menina, poderia ser confundida com um menino na pré-adolescência. Caracteriza-se por ser extremamente fria e apática na maior parte do tempo, no entanto sua presença é imponente e inspira medo. Em "Crepúsculo: Guia Oficial Ilustrado da Série", sua altura foi estabelecida como sendo de 1,42m. 

### Dom
Jane tem a capacidade de criar uma ilusão de dor ardente em suas vítimas, podendo controlar a quantidade de dor que ela inflige sobre seu inimigo. O sentimento é semelhante a uma "queimação" no interior da vítima, descrita com "excruciante". Segundo a autora, quando humanos, Jane e Alec viviam na Inglaterra durante a Idade Média e os dois já eram sensíveis aos seus respectivos dons. Quando acusados de bruxaria, a população local os torturaram e os condenaram a morte pelo fogo. Os dois já estavam sendo queimados vivos quando os Volturi intervieram e os salvaram por meio da transformação. A grande experiência com a dor de ser queimada viva moldou Jane em uma poderosa vampira após sua transformação, desenvolvendo seu dom de causar ilusões de dor em sua total plenitude. Alec, por sua vez, desenvolveu a capacidade de neutralizar os sentidos das pessoas. 

Por serem irmãos gêmeos, acredita-se que seus dons sejam opostos; enquanto Jane faz com que você sinta a pior dor imaginável, Alec faz com que você não sinta absolutamente nada. No entanto, ambos são igualmente poderosos pois incapacitam a vítima, tornando-a um alvo fácil. Demonstrações do talento de Jane foram dados nos livros Lua Nova e Eclipse, quando ela tortura Edward Cullen e Bree Tanner, respectivamente. Apenas Bella Swan é imune a seu poder, graças a um escudo mental que ela possui. Uma peculiaridade é que seu dom tem efeito rápido e imediato, ao contrário do dom de seu irmão, que se arrasta; Jane pode atingir apenas uma pessoa por vez, enquanto Alec pode afetar várias ao mesmo tempo.